# Ouratéacatéchine
L’ouratéacatéchine est un flavan-3-ol, un type de flavonoïde.
On peut trouver le composé dans l'écorce de Heisteria pallida, une plante de la famille des Olacacées. On y trouve aussi l'ouratéa-proanthocyanidine A (épiafzéléchin-(4β→8)-4′-O-méthyl-(−)-épigallocatéchine) et le trimère de propélargonidine de type B épiafzéléchine-(4β→8)-épiafzéléchine-(4β→8)-4′-O-méthyl-(−)-épigallocatéchine.